# 24245 Ezratty
24245 Ezratty este un asteroid din centura principală de asteroizi.

## Descriere
24245 Ezratty este un asteroid din centura principală de asteroizi. A fost descoperit pe 7 decembrie 1999 la Socorro, New Mexico, în cadrul proiectului LINEAR. Asteroidul prezintă o orbită caracterizată de o semiaxă mare de 2,28 ua, o excentricitate de 0,19 și o înclinație de 6,1° în raport cu ecliptica.